# Aylesford
Aylesford is een civil parish met een lange historie in het Engelse graafschap Kent.
Aylesford telt 10.660 inwoners. De Medway stroomt door de plaats.